# Архиепархия Флоренсии

Герб епархии Флоренсии

Архиепархия Флоренсии (лат. Archidioecesis Florentiae) — архиепархия Римско-Католической церкви с центром в городе Флоренсия, Колумбия. В митрополию Флоренсии входят епархии епархии Мокоа-Сибундоя и Сан-Висенте-дель-Кагуано. Кафедральным собором архиепархии Флоренсии является церковь Пресвятой Девы Марии Лурдской.

## История
8 февраля 1951 года Римский папа Пий XII издал буллу «Quo efficacius», которой учредил апостольский викариат Флоренсии, выделив его из апостольского викариата Какеты (сегодня — Епархия Мокоа-Сибундоя).
9 декабря 1985 года Римский папа Иоанн Павел II издал буллу «Quo expeditius», которой передал часть территории апостольского викариата Флоренсии новому апостольскому викариату Сан-Висенте-Пуэрто-Легисамо и преобразовал апостольский викариат Флоренсии в епархию.

## Ординарии епархии
- епископ Antonio Torasso I.M.C.[2] (10.01.1952 — 22.10.1960;
- епископ Angelo Cuniberti I.M.C. (18.04.1961 — 15.11.1978);
- епископ José Luis Serna Alzate I.M.C. (15.11.1978 — 8.07.1989) — назначен епископом Либано-Хонды;
- епископ Fabián Marulanda López (22.12.1989 — 19.07.2002);
- епископ Хорхе Альберто Осса Сото (21.01.2003 — 15.07.2011) — назначен епископом Санта-Роса-де-Ососа;
- епископ Omar de Jesús Mejía Giraldo (27.04.2013 — по настоящее время).

## Источник
- Annuario Pontificio, Libreria Editrice Vaticana, Città del Vaticano, 2003, ISBN 88-209-7422-3
- Булла Quo efficacius, AAS 43 (1951), стр. 356  (лат.)
- Булла Quo expeditius  (лат.)